# Unione Sportiva Pistoiese 1967-1968
Questa voce raccoglie le informazioni riguardanti l'Unione Sportiva Pistoiese nelle competizioni ufficiali della stagione 1967-1968.

## Rosa
| N. |                   | Ruolo | Calciatore         |
| -- | ----------------- | ----- | ------------------ |
|    | Italia (bandiera) |       | Baggiani           |
|    | Italia (bandiera) | C     | Anselmo Bartolini  |
|    | Italia (bandiera) | C     | Sergio Berti       |
|    | Italia (bandiera) | D     | Remo Bicchierai    |
|    | Italia (bandiera) | A     | Rodolfo Bonacchi   |
|    | Italia (bandiera) | C     | Giovanni Breschi   |
|    | Italia (bandiera) | P     | Dino Di Carlo      |
|    | Italia (bandiera) |       | Fabiani            |
|    | Italia (bandiera) | A     | Francesco Franzese |
|    | Italia (bandiera) | A     | Bruno Gattai       |
|    | Italia (bandiera) | C     | Gianfranco Giorgi  |
|    | Italia (bandiera) |       | Jaconi             |

| N. |                   | Ruolo | Calciatore         |
| -- | ----------------- | ----- | ------------------ |
|    | Italia (bandiera) | C     | Aldo Loppoli       |
|    | Italia (bandiera) | A     | Enzo Mantovani     |
|    | Italia (bandiera) | C     | Luciano Mazzei     |
|    | Italia (bandiera) |       | Melani             |
|    | Italia (bandiera) | C     | Paolo Migliorini   |
|    | Italia (bandiera) | C     | Mauro Molinari     |
|    | Italia (bandiera) | C     | Fabrizio Nerattini |
|    | Italia (bandiera) | P     | Giovanni Saltini   |
|    | Italia (bandiera) | C     | Antonio Scatizzi   |
|    | Italia (bandiera) |       | Tuccito            |
|    | Italia (bandiera) | C     | Riccardo Vezzosi   |
|    | Italia (bandiera) | C     | Giuseppe Vitale    |